# Marija Netesova
Marija Netesova (ryska: Мария Вячеславовна Нетесова), född den 26 maj 1983 i Jekaterinburg, Ryssland, är en rysk gymnast.
Hon tog OS-guld i rytmisk gymnastik för trupper i samband med de olympiska gymnastiktävlingarna 2000 i Sydney.